# Dänische Badmintonmeisterschaft 2004
Die Dänische Badmintonmeisterschaft 2004 fand in Aalborg statt. Es war die 74. Austragung der nationalen Titelkämpfe im Badminton in Dänemark.

## Titelträger
| Disziplin    | Sieger                                                         |
| ------------ | -------------------------------------------------------------- |
| Herreneinzel | Kenneth Jonassen, Greve Strands BK                             |
| Dameneinzel  | Tine Rasmussen, Kastrup-Magleby BK                             |
| Herrendoppel | Lars Paaske, Københavns BK Jonas Rasmussen, Kastrup-Magleby BK |
| Damendoppel  | Rikke Olsen Ann-Lou Jørgensen, Kastrup-Magleby BK              |
| Mixed        | Jens Eriksen Mette Schjoldager, Hvidovre BC                    |